# Dàwud ibn Yazid ibn Hàtim al-Muhal·labí
Dàwud ibn Yazid ibn Hàtim al-Muhal·labí al-Azdí (àrab: داود بن يزيد بن حاتم المهلبي الازدي, Dāwud b. Yazīd b. Ḥātim al-Muhallabī al-Azdī) fou un membre de la família dels muhal·làbides que va governar breument Ifríqiya, Egipte i, durant més de vint anys, el Sind.
A la mort del seu pare a Ifríqiya, el va succeir en el govern (787) però per poc temps, sent substituït pel seu oncle Rawh ibn Hàtim al-Muhal·labí. Va ser nomenat governador d'Egipte el 790 i el va governar com un any (fins a 791). El 800 fou nomenat governador del Sind on va morir el 821 i on el va succeir el seu fill Bixr ibn Dàwud ibn Yazid.